# 台閩漢字
台閩漢字是指書寫「閩南語白話文」所使用的漢字，在台灣稱作臺灣字、台語漢字、閩南語漢字、台閩字、閩台字、閩南字、漢台字等。台閩漢字主要流通於廣義閩南語的通行區，福建、廣東、海南、臺灣以及東南亞諸國的漢族閩南人分布區。然而，於閩南語的分布地區，相較英國統治下的香港可以自由發展粵語白話文，閩南語的母語教育並不普及或尚處萌芽期，因此使用者經常以現代標準漢語的借音字代替書寫，造成一般大眾誤認為「閩南語無文字」。
台閩漢字結合了傳統漢字以及當地的方言字。古代閩南完全使用漢字書寫漢文，後來隨著閩南人移民而向海外發展。近代以來，台灣成為閩台漢字發展的重鎮，除了由中華民國政府發布的臺灣閩南語推薦用字之外，也出現了不少專為臺灣閩南語設計的「台製漢字」。雖然各界致力於閩台漢字之發展，也有了初步的正式規範，並提高了書寫的效率，但其正字與本字之爭仍然存在。

## 範例
| 毋 | 呣 | 仝 | 囝 | 䆀 | 歹 | 尪 | 攑 | 兮 |    | 覕 | 沃 | 甌 | 乜 | 媠 | 睭 | 捒 | 蹛 | 泅 | 痟 | 晡 | 㾪 | 潲 |
| 軂 | 倩 | 亓 | 丌 | 晡 | 蠓 | 踅 | 𨑨 | 迌 | 傱 | 縒 | 撨 | 濟 | 賰 | 搵 | 倚 | 徛 | 企 | 晏 | 捀 | 䫌 | 歕 | 撆 |
| 縛 | 囡 | 咱 | 阮 | 捌 | 袂 | 某 | 偌 | 予 | 伊 | 枵 | 共 | 佮 | 勼 | 驚 | 抾 | 啉 | 躼 | 攏 | 哪 | 若 | 咧 | 擲 |
| 佇 | 搪 | 佗 | 拄 | 綴 | 慼 | 蝹 | 拭 | 飼 | 仔 | 嬤 | 獃 | 徦 | 飫 | 搝 | 搙 | 挽 | 抿 | 捋 | 捙 | 煏 | 煠 | 剾 |
| 囥 | 鉸 | 鑢 | 臆 | 刜 | 敨 | 藃 | 跍 | 掠 | 戇 | 櫳 | 懸 | 倯 | 奅 | 屄 | 勥 | 恂 | 㽎 | 絳 | 趖 | 嘛 | 嘸 | 啥 |
| 呢 | 咁 | 乎 | 暝 | 晝 | 袴 | 妗 | 頦 | 趺 | 膣 | 刣 | 𤆬 | 䖙 | 𠢕 | 翕 | 𪜶 | 甪 | 耍 | 逐 | 褫 | 塗 | 揣 | 喙 |
| 矣 | 漚 | 遏 | 泔 | 橛 | 殕 | 觱 | 疕 | 糜 | 罾 | 挐 | 氅 | 葩 | 捻 | 躘 |    |    |    |    |    |    |    |    |

## 歷史
從現存最早的閩南語白話書面語文獻資料——中國明朝嘉靖重刊的《荔鏡記》戲文（嘉靖四十五年，1566年出版）算起，閩南語白話（即口頭語）的文字化應該至少有430年以上的歷史了。閩南語的文字化歷史，依年代大致分為「傳統民間口語文學時期」和「現代台語書面化運動時期」兩大階段。「傳統民間口語文學時期」的閩南文字以南管文字、歌仔冊文字以及白話字（教會羅馬字）為代表，其中前二者為台閩字的前身；而「現代台語書面化運動時期」則分為日治時期的台灣以及二戰後萌芽於1970年代、成長於1990年代並於21世紀的今日持續發展中的台語文學運動。

## 重要事件
- 1924年，連溫卿發表〈言語之社會的性質〉一文；1929年，《台灣民報》先後刊載連雅堂〈台語整理之頭緒〉、〈台語教理之責任〉二篇文章，他們兩個人的論點都已經論及了台灣本土語言的重要性。

- 台灣話文論戰肇始自1930年，新文協外事媒體《伍人報》刊登的《怎樣不提倡鄉土文學》，作者為黃石輝。其強調台語口語如果與書寫文字合一，能夠讓農工等基層族群閱讀「文言一致」的漢字台灣話文，以減少閱讀上的不便。之後，引發正反兩方的文學論戰。黃石輝的台灣話文提議受到郭秋生的「萬言書」---《建設台灣白話文一提案》的支持；文中明白主張以漢字為主架構，於日本文學和北京話白話文學之外，將台語文字化；同時他也針對一些問題提出了解決方針。雖然該論戰最後因無法獲得交集以及中日戰爭爆發日本官方禁絕漢文而落幕，但是卻成為了後來台語文以及台閩字發展的重要基石。

- 台灣話文論戰於1932年落幕後，郭秋生等有志之士於台中創辦了「南音社」以及《南音》文學雜誌，該社在雜誌上開闢「台灣話文」專欄，讓眾多作家討論台灣話文的問題，成為日治時期台灣鄉土文學論戰的大本營。除了討論台語文的文章，賴和、郭秋生等人也嘗試使用台語文創作。雖然因為在第九、十、十二號刊登反日作品，而遭到日本殖民當局查禁，實際上只出版九期；但是依舊是日後台語文以及台閩字發展的先聲。

- 戰後最早主張用母語寫詩的是林宗源，接著向陽也於1976年開始以台語寫詩。1980年代初期則有宋澤萊、林央敏、黃勁連、陳明仁、胡民祥等人的加入。1987年解嚴，隨著政治符咒解除，社會內部隱藏的文化動能開始爆發，台語文學作品開始如雨後春筍般大量出現，文類也由初期的詩開始往小說、散文、戲劇開拓，文學技巧也更見提升，主題也更趨多元。1980年代後期之後陸續有更多作家投入台語文創作的行列，比如說陳雷、李勤岸、莊柏林、路寒袖、方耀乾等。雖然用字極不統一，但卻為台灣語文學以及台閩字標準化做出了貢獻。

- 台灣閩南語推薦用字於2009年9月中發布完700個字，並發布於教育部國語推行委員會的網站，免費供一般社會人士與學生等下載運用。台灣官方以4年時間整理的用字，第一批閩南語推薦用字於2007年5月30日頒布，共有300字；2008年5月1日公佈第2批100字；2009年10月2日公佈最後一批300字。這700個字基本上已經標準化了台灣閩南語用字。未來如果有需要再增加推薦用字的話，國語會會再補。

## 寫法

### 本字
在閩南語的詞彙中，漢字詞是主要的組成之一，除了與當代華語重疊的用法之外，尚存在許多古代用詞，部份古代用詞現今亦見於其他漢系語言（如粵語）中，例如：
| 漢字 | 白話字   | 對應華語     | 來源  | 備註                                      |
| ---- | -------- | ------------ | ----- | ----------------------------------------- |
|      | /tṳ̄ / tṳ̌ | 筷子         |       | 粵語亦有此用法，只用作量詞（e.g. 一箸菜） |
|      |          | 袖           |       |                                           |
|      |          | 衣裝         |       | 粵語亦有此用法                            |
|      |          | 行走         |       | 粵語亦有此用法                            |
|      |          | 奔跑         |       | 粵語亦有此用法                            |
|      |          | 聘僱、僱用   |       |                                           |
|      |          | 澆、淋       |       |                                           |
|      |          | 晚的、遲的   |       | 粵語亦有此用法                            |
|      |          | 飢餓的       |       |                                           |
|      |          | 或者         |       | 粵語亦有此用法，見「抑或」一詞            |
|      |          | 書           |       | 書的閩南語則念作                          |
|      |          | 黑           | [ 2 ] |                                           |
|      | tiáⁿ     | 烹飪的大鍋   |       |                                           |
|      | /        | 你、妳       |       |                                           |
|      | / ī      | 他、她、它等 |       |                                           |

### 訓讀字
在閩南語的詞彙中，固有詞是主要的組成之一，經常無法找到本字，抑或本字過於生僻，因此常採取訓讀的方式，簡而言之就是「取字義而不取字音」，類似六書的轉注法。
| 台閩漢字 | 本字 | 訓讀音白話字 | 文讀音白話字 | 中文解釋   | 異用         | 備註                                 |
| -------- | ---- | ------------ | ------------ | ---------- | ------------ | ------------------------------------ |
|          |      |              |              | 這個       | 今、即、者   |                                      |
|          |      |              |              | 所有格     | 个、兮、亓、丌 |                                      |
|          |      |              |              | 將會、能夠 |              |                                      |
|          |      |              |              | 人類       | 儂           | 此為訓讀，而非相對於文讀的白讀讀音。 |
|          |      |              |              | 挖掘、掏取 | 剮           |                                      |

### 借音字
在處理固有詞方面，臺閩字經常採取「借音」的方式，以「音同」或者「音近」的漢字來書寫，多與漢字本身字意無關。簡而言之，即「取字音而不取字義」，類似六書中的假借字。以下舉出一些常見的借音字詞，根據《臺灣閩南語按呢寫》的解釋，其選用多以在表達及理解上不造成困擾為原則。
| 台閩漢字 | 白話字 | 華語解釋       | 異用                         |
| -------- | ------ | -------------- | ---------------------------- |
|          |        | 也、亦         |                              |
|          |        | 到（表程度）   | 、徦、到                     |
|          |        | 這裡           | 這                           |
|          |        | 這麼地、多麼地 | 即爾、則尼、者爾、遮呢、這呢 |
|          |        | 這樣、如此     | 安呢                         |
|          |        | 徒然、浪費     | 無采                         |
|          |        | 可愛、討喜     |                              |
| [ 3 ]    |        | 遊玩           | 彳亍、佚陶、得桃、敕桃       |

### 臺灣話漢字
在臺灣，對於臺灣閩南語（臺灣話）之固有詞，除了使用近義或近音漢字替代外，為了消除借字的困擾以增加使用性，另外新造出一些「臺灣話漢字」。例如：
| 臺灣話漢字       | 白話字 | 中文解釋         | 一般俗寫或誤寫 | 備註                                                 |
| ---------------- | ------ | ---------------- | -------------- | ---------------------------------------------------- |
|                  |        | 不會、否定       |                | 「」是目前中華民國教育部推薦用字，借音。             |
| 左「要」右「卜」 |        | 將要             | 欲、卜         | 「」是目前中華民國教育部推薦用字，原讀音 ，訓讀為 。 |
| 上「入」下「下」 |        | 的、之           |                | 「」是目前中華民國教育部推薦用字，原讀音 ，訓讀為 。 |
|                  |        | 又、再、還、反倒 |                | 「」是目前中華民國教育部推薦用字，借音。             |
|                  |        | 複數的第三人稱   |                | 目前中華民國教育部推薦用字。                         |
|                  |        | 甩、灑           |                | 目前中華民國教育部推薦用字。                         |
| 左「勿」右「愛」 |        | 不願             |                | 「」二字連音，通常分拆書寫。                         |
|                  |        | 雄性生殖器       |                | 目前中華民國教育部推薦用字。                         |

## 問題與爭議
- 台灣先後經歷荷蘭、西班牙及日本殖民時代，同時也受臺灣原住民族各族語言和國語影響，因此台灣閩南語與原來閩南語有少許不同，加入了部分無法使用漢字書寫的外來語用詞。

- 在閩南語所有格「ê」字的選用上，台灣國語會選擇了與中文相同的「的」字，另外也列出台灣人書寫台文時常使用的「个」字為異用字。台灣民間則另有「兮」、的寫法。而在閩南則是經常使用「亓」或「丌」等二字。因此，在此語言的這個所有格用字上仍有多種寫法、缺乏共識也尚待民間討論以及學術考證。

## 參閱
- 潮州话
- 閩南話拼音方案
- 本字
- 生僻字
- 臺灣語典
- 閩南語本字列表